# Waldemar Thott
Åke Waldemar Thott, född den 5 februari 1842 på Skabersjö slott i Skabersjö socken, död där den 24 februari 1922 i Helsingborg, var en svensk friherre och militär. Han var son till Tage Thott och måg till Hans Wachtmeister.
Thott avlade mogenhetsexamen i Lund 1862 och blev sergeant vid Skånska husarregementet samma år. Han avlade officersexamen 1863 och blev underlöjtnant vid nämnda regemente 1864. Thott befordrades till löjtnant där 1872, till ryttmästare 1883, till major i armén 1892, i regementet samma år och vid regementet 1893, och till överstelöjtnant och förste major vid Skånska dragonregementet 1896. Han blev överste i armén och tillförordnad chef för Smålands husarregemente 1899. Thott beviljades avsked ur krigstjänsten 1900. Han blev riddare av Svärdsorden 1885. 